# 安曇野市立三郷小学校
安曇野市立三郷小学校（あづみのしりつ みさとしょうがっこう）は、長野県安曇野市三郷明盛にある公立小学校。
長野県内で第1位の児童数（1094人）の小学校である。（平成24年度）

## 沿革
- 1968年（昭和43年）4月1日 - 三郷村立温明小学校と三郷村立小倉小学校の統合により、三郷村立三郷小学校を設置。[1]
- 2005年（平成17年）10月1日 - 南安曇郡豊科町・穂高町・三郷村・堀金村と東筑摩郡明科町が合併して安曇野市となったことに伴い、安曇野市立三郷小学校に改称。
- 2019年（令和元年）10月 - 開校50周年記念事業。

## 校歌
三郷中学校校歌と同じものが使われている。
- 作詞：務台理作、作曲：高木東六

## 通学区域
旧三郷地域に相当。
- 三郷小倉、三郷明盛、三郷温

## 校区内の主な施設
- 安曇野市立三郷中学校（進学先中学校[3]）
- 三郷図書館
- 三郷公民館

## 交通
- JR大糸線一日市場駅から 約1.2km

## 卒業生
- 山口亜紀（フリーアナウンサー）